# Willie Smith (Billardspieler)
Willie Smith (* 25. Januar 1886 in Darlington; † 2. Juni 1982 in Leeds) war ein englischer Snooker- und English-Billiards-Spieler.

## Karriere

### English Billiards
Smith war eines der größten Talente und großartiger Allrounder sowohl im English Billiards als auch im Snooker. 1920 und 1923 nahm er an den Weltmeisterschaften im English Billards teil, die er gewann. Streitigkeiten mit dem Vorstand der BACC veranlassten ihn fortan nicht mehr an diesem Turnier teilzunehmen.
Smith war der erste Profi der mit einer Messingferrule spielte. Obwohl Messingferrulen schon seit den 1880ern hergestellt wurden, erntete er zunächst von seinen Kollegen Hohn und Spott. Um 1930 aber hatten alle Profispieler darauf umgestellt. 1923 ließ sich Smith seinen Queue mit einer Ferrule aus Gold ausstatten. Wie sich später herausstellte;- nicht die beste Wahl. 1929, bei einem Spiel gegen Walter Lindrum, brach sie.
Außer zur Popularisierung der Messingferrulen trug Smith zur Verbreitung schwererer Queues, mit einem Gewicht von 18¾ Unzen (ca. 531,5 gr), bei. Gebräuchlich und „empfohlen“ waren damals Queues mit einem Gewicht von 16½–17 Unzen (ca. 467,7–481,9 gr).
Zur Saison 1928/29 wurden in England die Compositbälle eingeführt. Diese aus Chrystalate bestehenden Bälle liefen besser und so konnte Smith in dieser Saison 15 Aufnahmen mit mehr als 1.000 Punkten spielen. Die höchste Aufnahme spielte er gegen Tom Newman im November 1928 mit 2.743 Punkten. Das war ein neuer Rekord. Seine zweithöchste Aufnahme mit 2.030 Punkten gelang ihm bei einer Tour in Australien 1929 gegen Clark McConachy.
Seine Spielstärke kam jedoch bei freien Spielen besser zur Geltung, als auf offiziellen Turnieren. Dem sechsfachen Weltmeister Melbourne Inman gab er bei einem Spiel einen Vorsprung von 1.000 Punkten. Nachdem alle Wetten abgeschlossen waren, holte Smith den Rückstand auf und gewann das Spiel mit einem Vorsprung von 4.000 Punkten. Diese Rivalität fand auf der Weltmeisterschaft 1920 ihren Höhepunkt. Inman, der nicht angetreten war, um seinen Vorjahrestitel zu verteidigen, kürte sich selbst zum „ungeschlagenen Champion“. Smith kommentierte das mit den Worten: „Na klar, wenn du nicht antrittst, dann kannst du auch nicht geschlagen werden.“

### Snooker
Aus monetären Gründen und wegen seiner Streitigkeiten mit dem BACC fing er, zum Ende der 1920er-Jahre, an auch bei Snookerweltmeisterschaften zu spielen. 1933 und 1935 gelang der Einzug ins Finale. Dort musste er sich aber jeweils Joe Davis geschlagen geben. Er stand auch mit am Tisch, als Davis 1955 das erste Maximum Break auf professioneller Ebene spielte. Er sagte damals, er sei froh dabei gewesen zu sein, dieser Moment gehöre zu den Höhepunkten seiner Karriere.
Sein letztes Spiel machte Smith 1960 im Alter von 75 Jahren in der Burroughes Hall seines lebenslangen Sponsors Burroughes & Watts gegen Joyce Gardner. Nach dem Spiel, nach seiner Meinung zu Snooker gefragt, antwortete Smith: „Sie sollten die Regeln ändern“ – „Welche Regeln?“ – „Alle!“.